# 小沙河 (乌兰乌拉湖)
小沙河，位于中华人民共和国青海省西南部羌塘高原地区的一条时令河，是西金乌兰湖主要的入湖河流之一。发源于玉带山北麓，顺高山深谷而下，先由西北向东南流淌，继而呈弧形折向东北流，由山区进入山间盆地后干流分为两支，出盆地后向东行并为单股，进入下游后，又分为3支呈扇形从乌兰乌拉湖西部入湖：北支为偏支，河宽6米，水深0.7米；中止为主泓，河宽11米，水深0.8米；南支为偏支，称天水河，河宽5米，水深0.4米。河长68千米，总落差586米，河床平均比降8.6‰，流域面积1160平方千米。流域属于羌塘高寒草原半干旱气候，上游沿岸主要为高寒草原，下游多为河谷灌丛。